# Sten Kremers
Sten Kremers (Winterswijk, 16 februari 2004) is een Nederlands voetballer die als keeper speelt. Hij verruilde in de zomer van 2024 Jong Ajax voor De Graafschap.

## Clubcarrière
Kremers werd gescout door De Graafschap bij Longa '30. In 2020 kwam hij over van de jeugdopleiding van De Graafschap naar de jeugdopleiding van Ajax. Op 12 augustus 2021 kreeg hij zijn eerste profcontract aangeboden.

### Jong Ajax
Kremers maakte zijn debuut in het betaald voetbal voor Jong Ajax op 8 augustus 2022, tegen Telstar (1-1). Hij speelde dat seizoen 4 westrijden voor de beloftes. Vlak voor zijn contract afliep, mocht Kremers nog één keer plaatsnemen onder de lat voor Jong Ajax. In de laatste speelronde van het seizoen 2023/24, tegen Jong AZ, speelde Kremers de hele wedstrijd.

### De Graafschap
In de zomer van 2024 stapte Kremers transfervrij over naar De Graafschap, waar hij ook al in de jeugdopleiding had gezeten. Hij is derde keeper, achter Joshua Smits en Ties Wieggers. Door een blessure van Smits mocht Kremers op 1 mei 2025 debuteren voor de hoofdmacht, tegen Telstar (2-1).

## Interlandcarrière
Kremers speelde interlands voor verschillende jeugdelftallen van Nederland.

## Statistieken
| Seizoen | Club          | Competitie     | Competitie | Competitie | Beker | Beker | Overig | Overig | Totaal | Totaal |
| Seizoen | Club          | Competitie     | Wed.       | Dlp.       | Wed.  | Dlp.  | Dlp.   | Dlp.   | Wed.   | Dlp.   |
| ------- | ------------- | -------------- | ---------- | ---------- | ----- | ----- | ------ | ------ | ------ | ------ |
| 2022/23 | Jong Ajax     | Eerste divisie | 4          | 0          | –     | –     | –      | –      | 4      | 0      |
| 2023/24 | Jong Ajax     | Eerste divisie | 1          | 0          | –     | –     | –      | –      | 1      | 0      |
| 2024/25 | De Graafschap | Eerste divisie | 1          | 0          | 0     | 0     | 0      | 0      | 1      | 0      |
| Totaal  |               |                | 6          | 0          | 0     | 0     | 0      | 0      | 6      | 0      |

Bijgewerkt op 17 maart 2025.